# Guerra del Sonderbund
La guerra del Sonderbund (en alemán: Sonderbundskrieg, en francés: Guerre du Sonderbund, en italiano: Guerra del Sonderbund ) fue una guerra civil en Suiza, entonces una confederación de cantones (estados) relativamente débil, durante noviembre de 1847. Estalló después de que siete cantones católicos formaron el Sonderbund («alianza especial») en 1845 para proteger sus intereses contra la centralización del poder. La guerra finalizó con la derrota del Sonderbund y resultó en el surgimiento de Suiza como un Estado federal, que concluyó el período de «restauración y regeneración» política en Suiza.
El Sonderbund estaba formado por los cantones de Lucerna, Friburgo, Valais, Uri, Schwyz, Unterwalden y Zug, todos predominantemente católicos y gobernados por administraciones conservadoras. Los cantones de Tesino y Soleura, también predominantemente católicos pero gobernados por administraciones liberales, no se unieron a la alianza.
Después de que la Tagatzung (Dieta Federal) declarara al Sonderbund inconstitucional y ordenara su disolución por la fuerza, el general Guillaume Henri Dufour dirigió un ejército federal de 100 000 hombres y derrotó al ejército del Sonderbund, al mando de Johann-Ulrich von Salis-Soglio, en una campaña que duró solo unas pocas semanas, del 3 al 29 de noviembre, y que se cobró menos de cien vidas. Ordenó a sus tropas que cuidaran a los heridos, anticipando la formación de la Cruz Roja en la que participó unos años más tarde. Se llevaron a cabo acciones importantes en Friburgo, Geltwil, Lunnern, Lucerna y finalmente en Gisikon, Meierskappel y Schüpfheim, después de lo cual Lucerna capituló el 24 de noviembre. El resto del Sonderbund se rindió sin resistencia armada en las semanas posteriores.

## Antecedentes

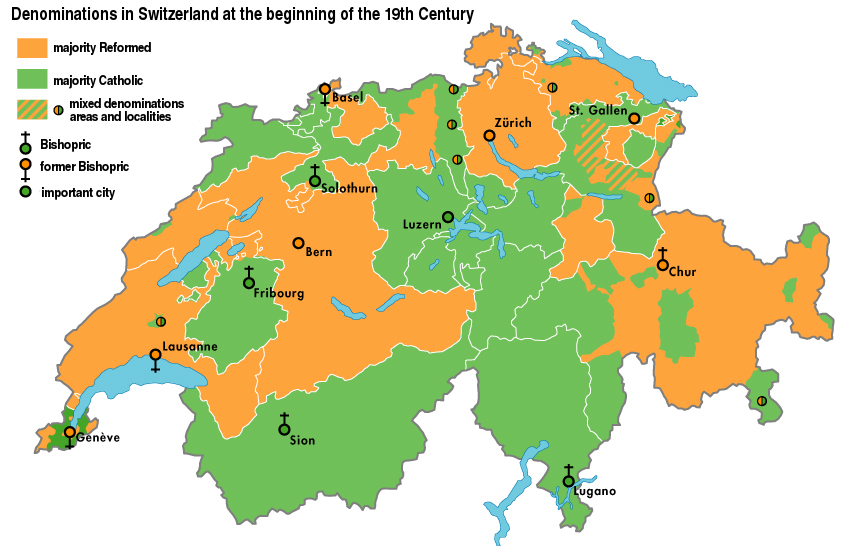
Distribución de las confesiones a principios del.
Mayoría protestante
Mayoría católica

El Partido Democrático Libre de Suiza liberal (en alemán: Freisinnig-Demokratische Partei, en francés: Parti radical-démocratique), que estaba formado principalmente por burguesías urbanas y era fuerte en los principales cantones protestantes, obtuvo la mayoría en la Dieta Federal (la Tagsatzung) a principios de la década de 1840. Estos proponen una nueva Constitución para la Confederación Suiza que podría llevar a una relación más estrecha entre los cantones. En 1843, los patricios conservadores y los montañeses o Ur-Swiss de los cantones mayormente católicos se oponían a la nueva constitución. Estos cantones se combinaron para formar el Sonderbund en 1845. Además de la centralización del gobierno suizo, la nueva Constitución propuesta también incluía protecciones para el comercio y otras medidas de reforma progresivas.
La alianza Sonderbund se concluyó después de que la Dieta Federal, con la aprobación de la mayoría de los cantones, hubiera tomado medidas contra la Iglesia católica, como el cierre de monasterios y conventos en Argovia en 1841 y la confiscación de sus propiedades. Cuando Lucerna, en represalia, llamó a los jesuitas a encabezar su educación el mismo año, grupos de radicales armados (Freischärler) invadieron el cantón. Esto causó una revuelta, principalmente porque los cantones rurales eran baluartes del ultramontanismo.
El Sonderbund violó el Tratado Federal de 1815, artículo 6, el cual prohibía expresamente tales alianzas separadas, y la mayoría liberal en la Tagsatzung decidió disolver el Sonderbund el 21 de octubre de 1847. El ejército confederado se alzó contra los miembros del Sonderbund. El ejército estaba compuesto por soldados de todos los demás cantones, excepto Neuchâtel y Appenzell Interiores (que permanecieron neutrales).
Por el Tratado de Viena de 1815, las principales potencias garantizaban la nueva Constitución suiza y tenían el derecho de intervenir si todas acordaban que era necesario. En este punto, Austria y Francia eran poderes católicos conservadores y querían ayudar a los conservadores suizos. Austria proporcionó dinero y municiones, pero discutió con Francia sobre qué hacer exactamente. Cuando estuvieron de acuerdo finalmente, Lord Palmerston, Primer Ministro de Gran Bretaña, vetó cualquier intervención porque favorecía la causa liberal y quería que los jesuitas fueran expulsados. No hubo intervención extranjera significativa.

## Fuerzas disponibles

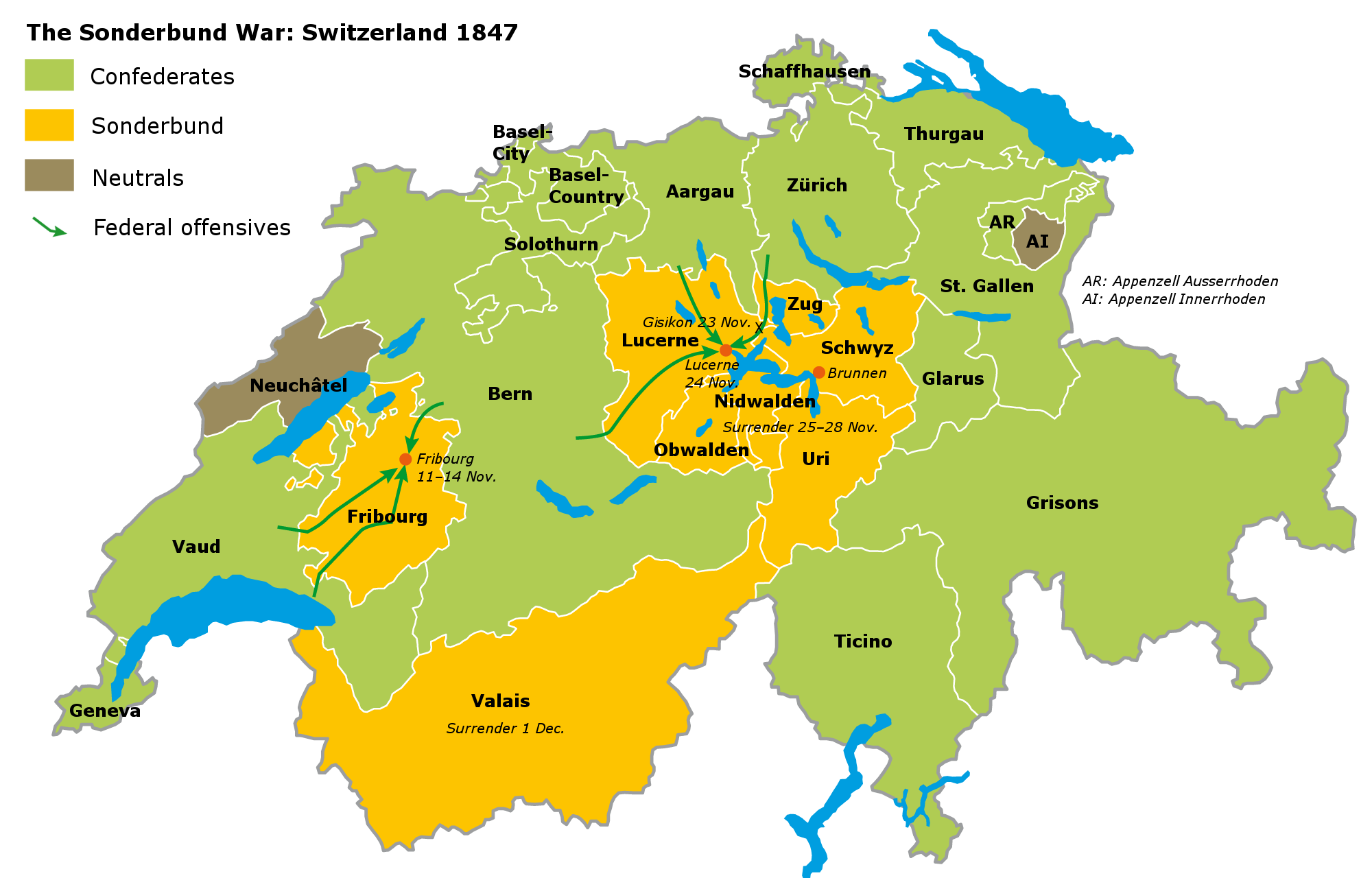
Confederados
Sonderbund
Neutrales

### Sonderbund
La cuestión del mando permaneció por mucho tiempo sin resolver para el Sonderbund. El hombre fuerte de la coalición, Constantin Siegwart-Müller de Lucerna, primero consideró nombrar a un extranjero (Dezydery Chłapowski de Polonia o Friedrich von Schwarzenberg de Austria), pero el consejo aliado insistió en un comandante suizo. El general Ludwig von Sonnenberg y el coronel Philippe de Maillardoz de Friburgo fueron considerados, pero en última instancia, el consejo eligió a Guillaume de Kalbermatten de Valais. Después de que Kalbermatten rechazó el nombramiento (más tarde comandaría las tropas de Valais), el Coronel Jean-Ulrich de Salis-Soglio de los Grisones fue elegido y juramentado como comandante en jefe el 15 de enero de 1847. Designó a Franz von Elgger como jefe de personal. Aunque él mismo era protestante, Salis-Soglio era un conservador acérrimo y un oponente de los radicales liberales que ahora controlaban la "Confederación de la grupa".
Los cantones del Sonderbund, a excepción de Lucerna y Friburgo, buscaron y obtuvieron el consentimiento de sus asambleas populares (Landsgemeinden) para la conscripción general. Estas votaciones se celebraron el 26 de septiembre (Schwyz), el 3 de octubre (Uri y Zug) y el 10 de octubre (Nidwalden, Obwalden y Valais). La movilización de tropas comenzó el 16 de octubre y concluyó el 19 de octubre.
También en octubre, se construyeron varias fortificaciones en el territorio del Sonderbund, especialmente en Valais, donde las fuerzas de Kalbermatten se agruparon a finales de octubre entre San Mauricio y Saint-Gingolph, con vistas a invadir los Chablais de Vaud.

### Ejército federal

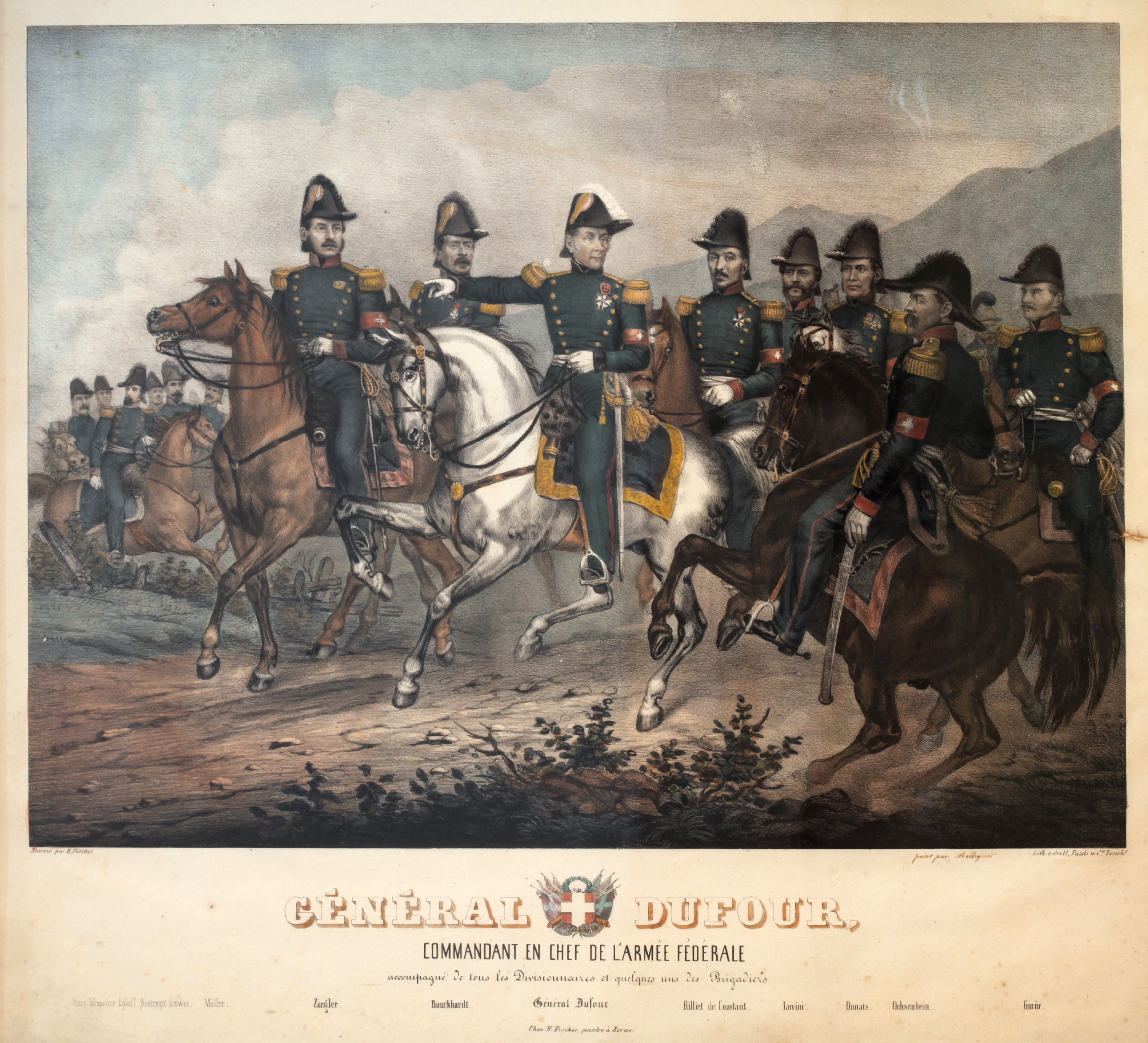
El personal general del ejército federal: Kurz, Minscher, Enloff, Bontemps, Gerwer, Müller, Ziegler, Bourkhardt, Dufour, Rilliet de Constant, Luvini, Donats, Ochsenbein y Gmür.

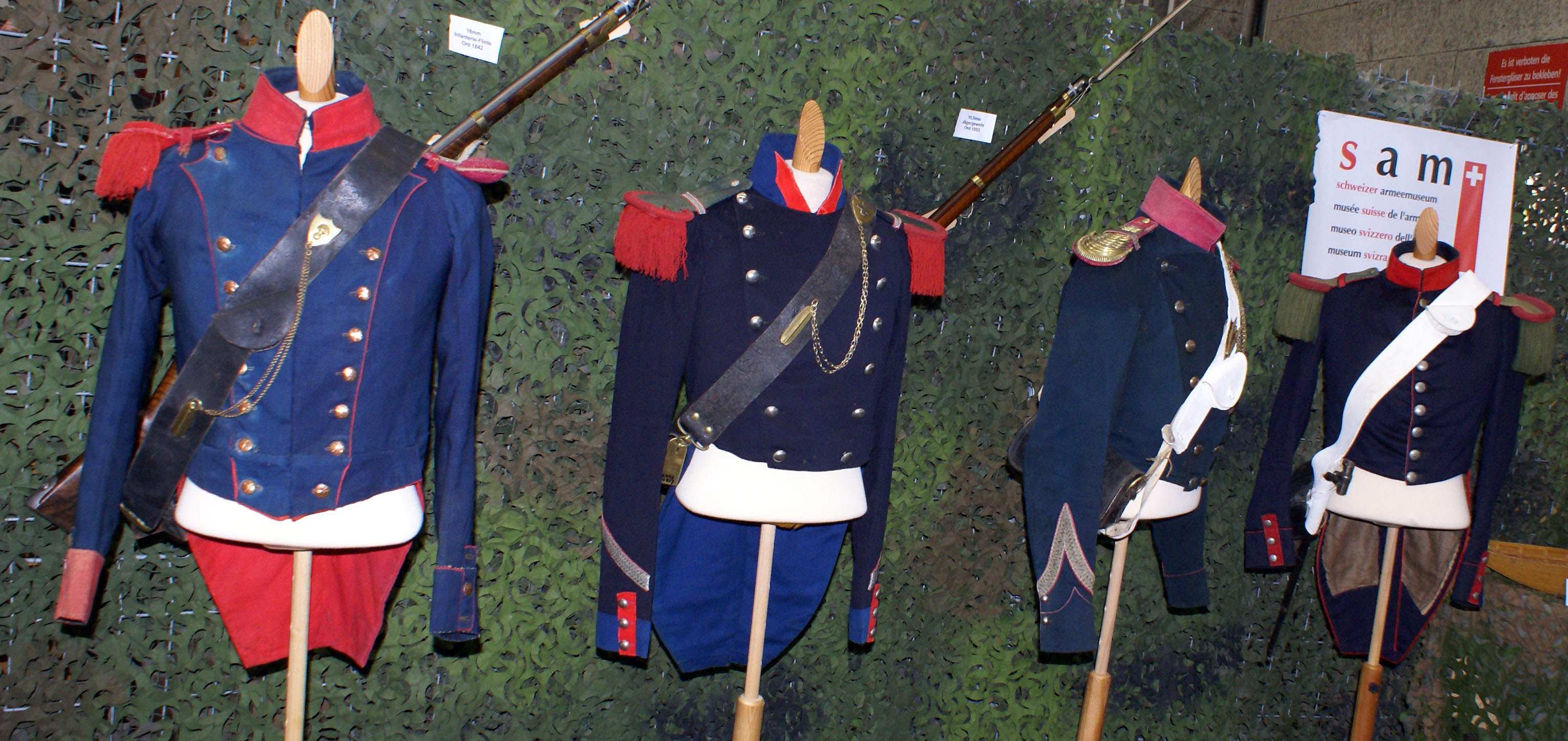
Uniformes del ejército suizo de la guerra de Sonderbund.

El 21 de octubre de 1847, la Dieta Federal eligió al general Guillaume Henri Dufour de Ginebra como comandante en jefe del ejército federal, a pesar de su reticencia y los esfuerzos del gobierno de Berna para nombrar a Ulrich Ochsenbein para este puesto. En su carta de aceptación a la Dieta del 22 de octubre, Dufour enfatizó que «haría todo para aliviar los males inevitables de la guerra».
El 24 de octubre, inmediatamente antes de tomar el juramento del cargo, Dufour solicitó explicaciones sobre sus órdenes (que estaban escritas en alemán) y, después de un comentario impolítico del representante de Vaud, Jules Eytel, declinó el cargo y abandonó la reunión de la Dieta. Se necesitaron dos sesiones a puerta cerrada y una delegación de representantes de Ginebra, para convencer a Dufour de que reconsiderara y jurara el 25 de octubre.
Después de publicar una proclamación el 26 de octubre, Dufour designó como comandantes de división a: Peter Ludwig von Donatz (Grisones), Johannes Burckhardt y Eduard Ziegler (Zürich), de entre los conservadores, y Louis Rilliet de Constant (Vaud), Dominik Gmür, Giacomo Luvini (Ticino) y Ochsenbein (Berna), de entre los radicales. El 30 de octubre, la Dieta ordenó la movilización general del ejército y, el 4 de noviembre, la ejecución militar de su decreto disolviendo el Sonderbund.

### Neutrales
Los cantones de Neuchâtel y Appenzell Interiores, que tenían una fuerte minoría católica, declararon oficialmente su neutralidad en el conflicto y se negaron a proporcionar tropas para la Confederación.
Vaud, en particular, sospechaba que el Principado de Neuchâtel apoyaba secretamente al Sonderbund. Se produjeron varios incidentes, en particular la captura de un barco de vapor de Neuchâtel por las tropas de Vaud. El 29 de octubre, el coronel Rillet de Constant pidió permiso a Dufour para marchar hacia Neuchâtel. El general se negó, en lugar de pedirle a Rillet-Constant que recaudara tropas adicionales para compensar la deserción de Neuchâtel. Cuando la dieta federal del 30 de octubre solicitó formalmente a Neuchâtel que suministrara su contingente de tropas, el Principado se negó. El rey Federico Guillermo IV de Prusia, como Príncipe de Neuchâtel, finalmente resolvió el problema declarando el Principado «neutral e inviolable» durante las hostilidades.
El cantón de Basilea-Ciudad resistió los pedidos de la Dieta por un tiempo, pero finalmente proporcionó su contingente de tropas el 6 de noviembre, dos días después de la apertura de las hostilidades.

## Desarrollo de las acciones bélicas

### Acciones del Sonderbund en Tesino y Argovia
Las primeras acciones fueron hechas por el Sonderbund. Las tropas de Uri se apoderaron del indefenso paso de San Gotardo en los primeros días de noviembre. De este modo, lograron mantener abierta la conexión entre el centro de Suiza y el Valais a través del paso de Furka. Pero al contrario de las proclamaciones triunfantes en los periódicos del Sonderbund, la acción no logró separar efectivamente a las tropas federales bajo Luvini en Tesino de aquellas en los Grisones bajo Eduard de Salis-Soglio (el hermano del comandante insurgente), porque el paso de San Bernardino permaneció abierto a los confederados. Las primeras muertes de la guerra ocurrieron el 4 de noviembre, cuando un oficial y un soldado de Uri fueron asesinados por los ticinenses.
El 7 de noviembre, las fuerzas del Sonderbund bajo el mando directo de Jean-Ulrich de Salis-Soglio y von Elgger se prepararon para lanzar una segunda ofensiva en la región de Freiamt en Argovia. Después de destruir un puente sobre el río Reuss, entraron en Argovia el 12 de noviembre para dividir a las fuerzas federales en dos mitades y liberar a Friburgo, que estaba rodeado por territorio confederado. Pero después de algunos avances, fueron detenidos por Ziegler y se retiraron con pérdidas al cantón de Lucerna.

### Campaña de Friburgo
El 9 de noviembre, Dufour lanzó la primera ofensiva contra Friburgo, de acuerdo con su plan general. Ese cantón no solo era el más cercano a Berna, la sede de la Dieta Federal, y por lo tanto la amenaza más inmediata. También se aisló de los otros estados insurgentes y fue más fácil de tomar, y su captura le permitiría a Dufour concentrar sus fuerzas en el centro del país. Los días 10 y 11 de noviembre, las tropas federales tomaron la ciudad de Estavayer-le-Lac, los enclaves de Friburgo en el cantón de Vaud y la mayor parte del distrito de Murten sin resistencia, con las tropas de Friburgo bajo el coronel Philippe de Maillardoz retirándose para defender la capital.

#### Asedio y rendición de Friburgo
El comandante de Friburgo se anticipó a un ataque desde la dirección de Berna por el avance de una división de reserva de Berna, a la que se le había ordenado que simulara atacar con un máximo de ruido. Mientras tanto, Dufour colocó una batería de 60 cañones en su posición, con la cual tenía la intención de derribar las fortificaciones de la ciudad de Friburgo.
En la mañana del 13 de noviembre, con el asalto listo para comenzar, Dufour envió a un teniente Vaudois a Friburgo bajo una bandera de tregua. El mensaje del emisario reveló las fuerzas de Dufour y el plan de ataque al gobierno friburgues, y les pidió que se rindieran para evitar una batalla asesina. Friburgo asediado pidió un armisticio para el día, que Dufour aceptó. Pero debido a órdenes erróneas, las tropas Vaudois que se enfrentaban al reducto de Bertigny lanzaron un ataque contra la fortaleza después de un breve intercambio de artillería. Fueron repelidos con ocho muertos y unos cincuenta heridos; Varios defensores también fueron asesinados o heridos.

#### Consecuencias de la campaña de Friburgo

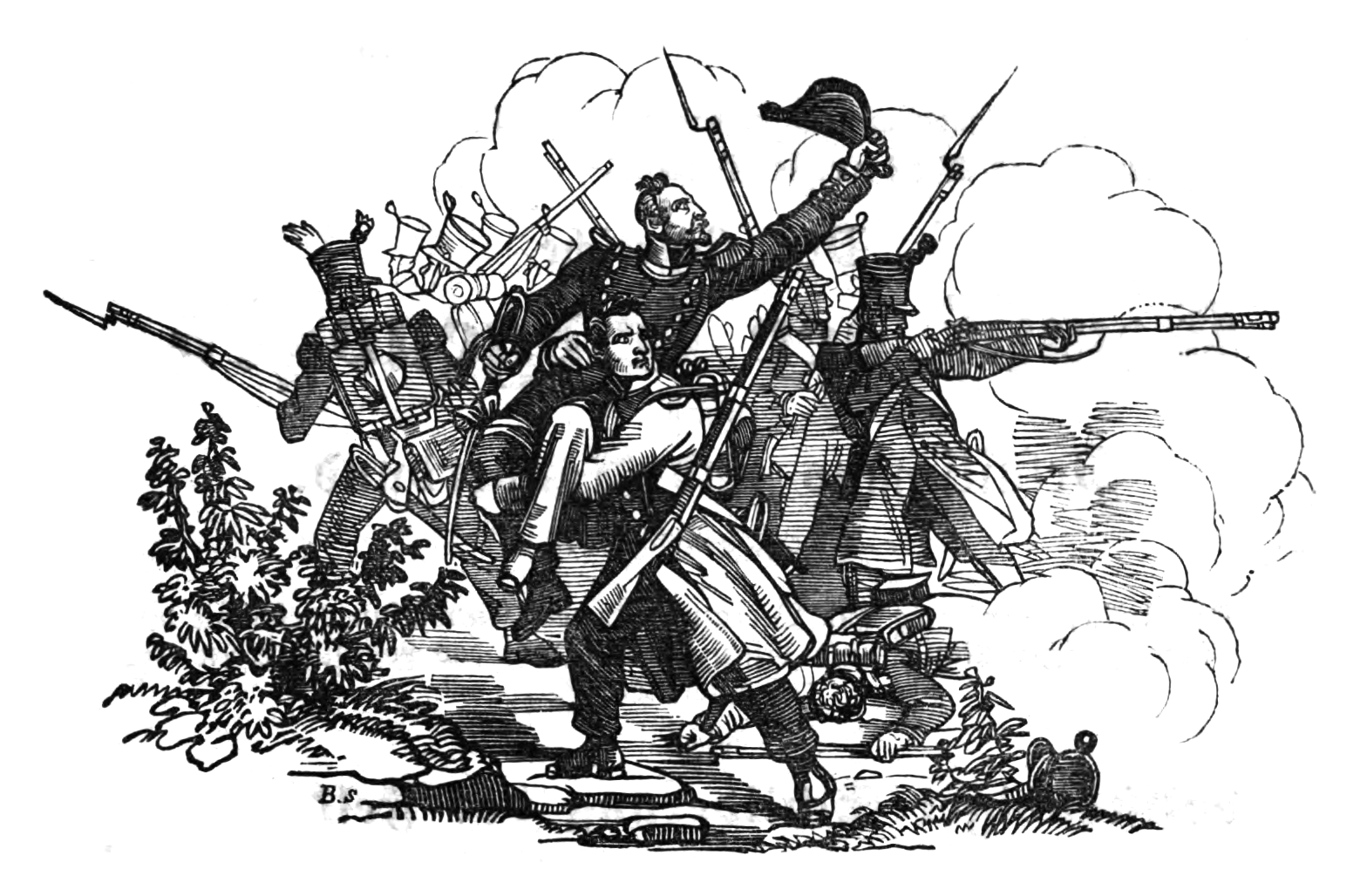
La batalla de Airolo, en Ticino.

En la tarde del 14 de noviembre, el gobierno de Valais decidió lanzar una ofensiva contra Vaud en respuesta a la petición de ayuda de Friburgo. Pero las noticias de la capitulación llegaron muy pronto para que los valaisanos movilizaran a las tropas para una maniobra contra Ticino.
El acta de rendición firmado por Friburgo se convertiría en un modelo de acta para los otros cantones del Sonderbund. Con ello, Friburgo se comprometió a abandonar el Sonderbund, a desarmar a sus soldados y a proveer recursos a las tropas de ocupación federales. El 15 de noviembre, se eligió un nuevo gobierno friburgues de inclinación radical, que como su primer acto expulsó a la orden de los Jesuitas del cantón. Al día siguiente, el comandante vaudois, el coronel Rillet-Constant, tuvo que declarar el estado de sitio para evitar que los soldados federales destruyeran y saquearan la ciudad, en contra de las estrictas órdenes de sus superiores.
En ambos lados de la guerra, la caída de Friburgo fue comentada por la prensa y los líderes políticos. En Lucerna y Valais, se leyeron proclamas a las tropas, asegurándoles que este contratiempo no tendría ningún efecto en la coalición. Los periódicos católicos dudaron de las noticias de la capitulación o afirmaron que los valaisanos habían lanzado una ofensiva victoriosa contra los chablais. En el lado federal, la confianza pública y la moral del ejército crecieron.
Tan pronto como se instaló el nuevo gobierno, Dufour partió de Friburgo hacia Suiza central con su ejército. Dejó el teatro de operaciones occidental a Rillet-Constant, a quien se le permitió cambiar su sede al Chablais, pero se le prohibió tomar cualquier acción unilateral contra Valais sin la orden directa de Dufour. Para el 15 de noviembre, las fuerzas federales pasaron por Berna y llegaron a Aarau en la tarde del 16.
En la mañana del 17 de noviembre, las tropas de Uri con algunos refuerzos de Nidwald avanzaron hacia Ticino hacia Airolo, al día siguiente hasta Faido y el 21 llegaban a Biasca, donde se detuvieron a esperar refuerzos. Pero los primeros en ser reforzados fueron los ticinesi, que recibieron el apoyo de algunos batallones de los Grisones, que llegaron el día 22.
No obstante, en la mañana del 14 de noviembre, dos delegados del Consejo de Estado gobernante de Friburgo llevaron a Dufour la noticia de la rendición del cantón, decidida por mayoría de votos. Mientras que la Suiza confederada se regocijaba con la noticia, la rendición fue una amarga decepción para las tropas de Friburgo. Se plantearon muchas acusaciones de traición, especialmente contra el comandante, el coronel de Maillardoz, que tuvo que huir al exilio a Neuchâtel. Aunque finalmente se demostró que la rendición había sido una decisión del gobierno civil respecto de la cual ni siquiera se había consultado a de Maillardoz, él permaneció en desgracia.

### Campaña de Lucerna

#### Preparativos y la rendición de Zug

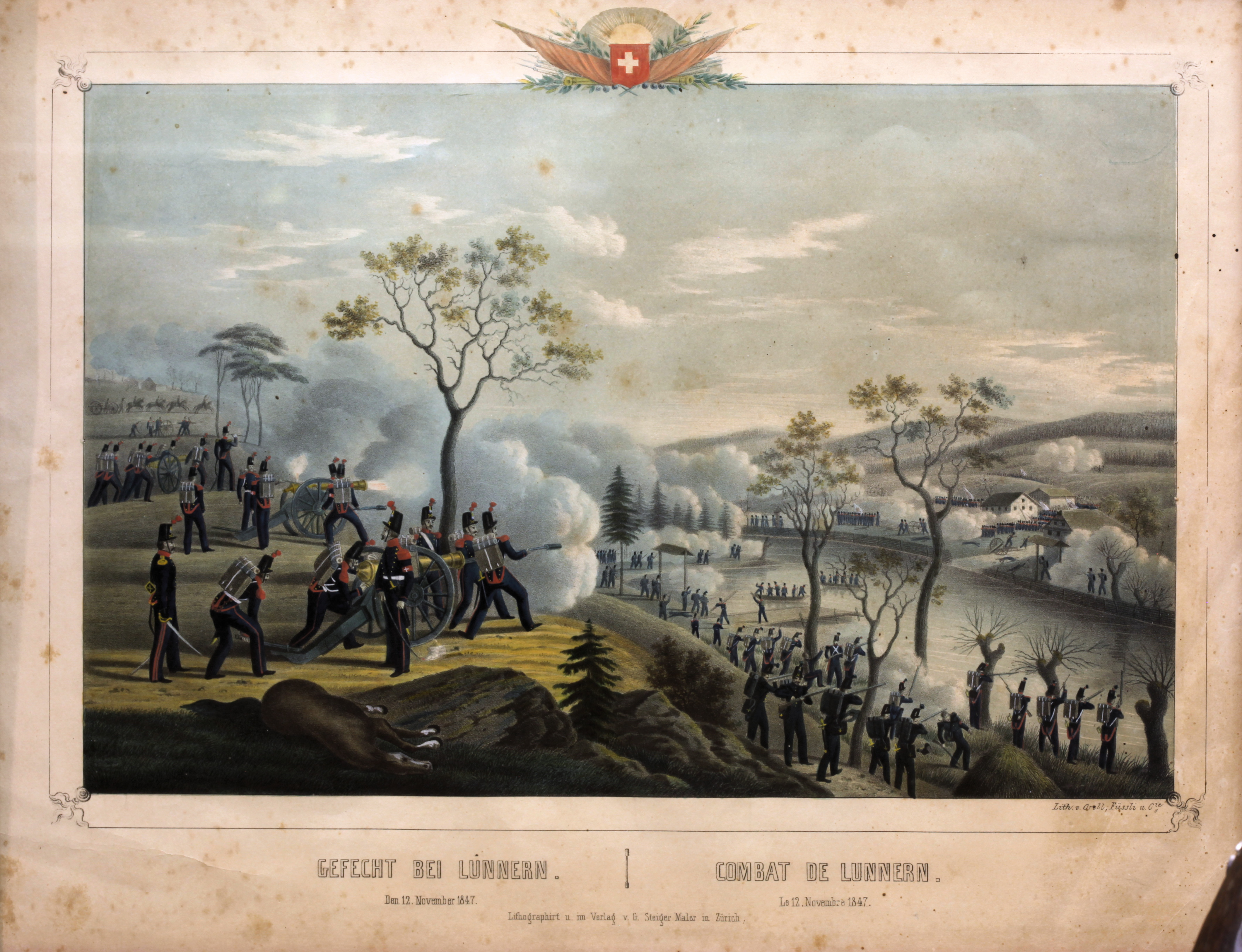
Representación del combate de Lungern del 7 de noviembre, visto desde el lado confederado.

En Aarau, Dufour preparó sus fuerzas y su plan de batalla hasta el 20 de noviembre. Se negó a equipar a sus fuerzas con cohetes Congreve que le ofreció el arsenal local, y escribió que tenía la intención de «evitar en la medida de lo posible dar a esta guerra un carácter violento que dañe nuestra causa.» Para sorpresa de ambos lados, el parlamento del cantón de Zug votó a favor de la rendición el 21 de noviembre por una gran mayoría. Las tropas federales que entraron en la ciudad de Zug sin oposición el día siguiente fueron aclamadas por la población, y unos meses más tarde, se elegiría un nuevo gobierno.
Dufour lanzó su ofensiva principal de acuerdo con el plan el 23 de noviembre: la 4.ª (Ziegler) y la 5.ª división (Gmür) siguieron el valle de Reuss hacia el sur, cada una por un lado. Fueron apoyados por la 3.ª división (von Donats) descendiendo a lo largo del río Suhr hasta el Sursee, y por la 2.ª división (Burckhardt), que dejó Langenthal para llegar al Reuss al norte de Lucerna a través de Willisau y Ruswil. La artillería de reserva se concentró en la cabeza de puente de Gisikon, que organizó la batalla principal entre la orilla izquierda del Reuss y el lago de Zug, con las tropas de Lucerna atrapadas entre cinco columnas de tropas que llegaban desde cinco direcciones diferentes.

#### Batalla de Gisikon

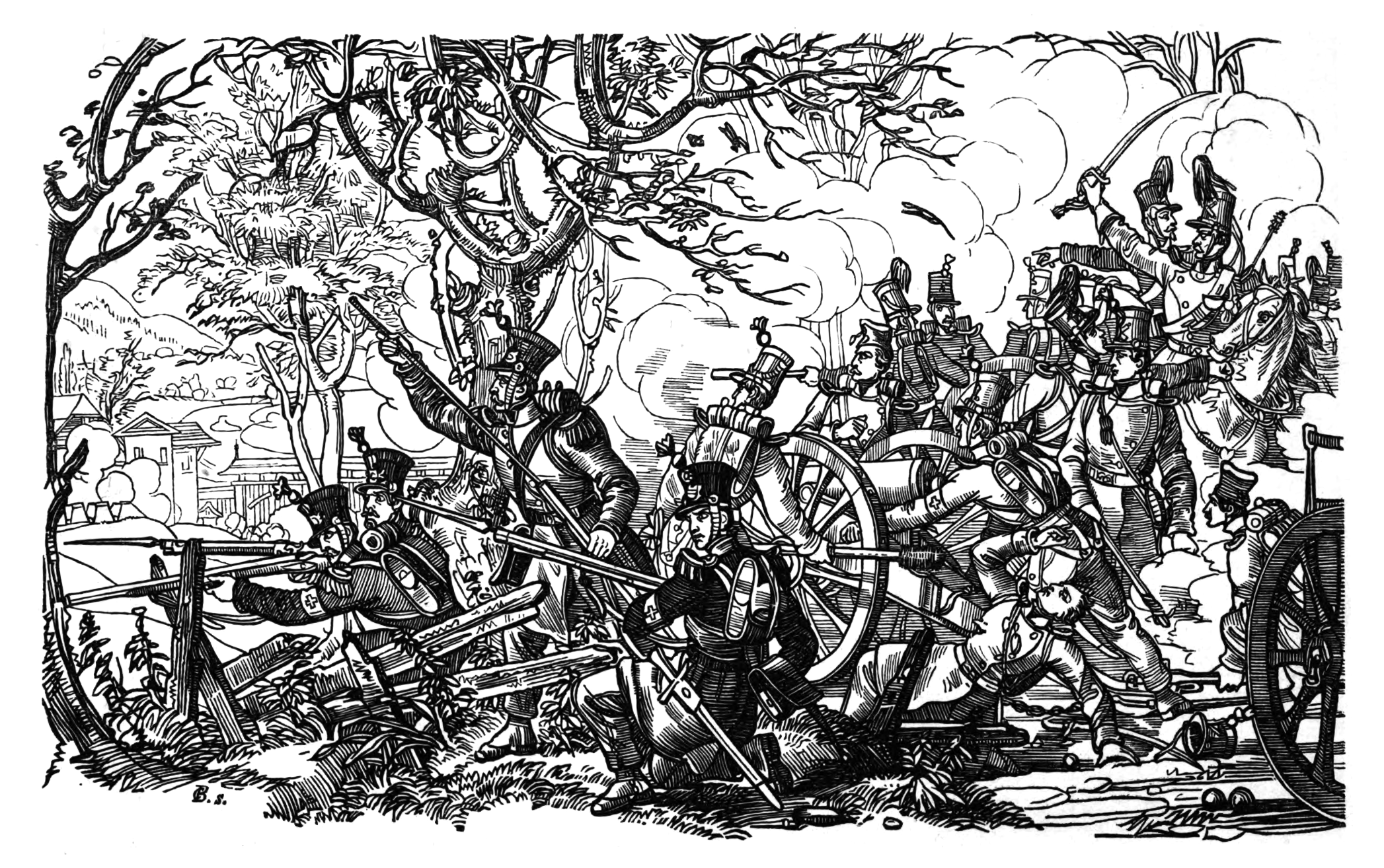
La batería de Rust en la batalla de Gisikon.

Cerca de Gisikon, el ejército federal construyó varios puentes de pontones para cruzar el Reuss. En este punto, el comandante de Sonderbund, von Salis-Soglio, había concentrado sus tropas en una elevación, bien escondido detrás de los árboles y maleza. Después de que se rechazaron dos asaltos federales en la posición de Sonderbund, el Coronel Ziegler dirigió personalmente el tercer y victorioso asalto de su división, más tarde representado en una litografía que se convertiría en una de las imágenes más conocidas de la guerra. Después de dos horas, la batalla resultó en una victoria federal después de que von Salis-Soglio, herido en la cabeza por una detonación de mortero, ordenó una retirada a Ebikon.
La batalla de Gisikon fue la más larga y, con 37 muertos y unos 100 heridos, la más sangrienta de la guerra. Es, hasta la fecha, la última batalla campal en la historia del ejército suizo. También fue la primera batalla en la historia militar en la que se emplearon carros dedicados para tratar a los heridos en el campo de batalla. Estas ambulancias tiradas por caballos fueron operados por voluntarios y enfermeras de Zürich.

#### Batalla de Meierskappel
También el 23 de noviembre, mientras que las divisiones federales 2.ª y 3.ª procedieron sin oposición a Lucerna, la 5.ª división involucró tropas de Schwyz cerca de Meierskappel. Las fuerzas de Sonderbund resistieron valientemente por un tiempo antes de retirarse. Esta victoria federal cortó la conexión entre Lucerna y Zug, otro de los objetivos de Dufour. En su informe a la Dieta del 23 de noviembre, Dufour escribió con satisfacción que las tropas de Schwyz se habían retirado al otro lado del lago Zug y ahora estaban aisladas del resto del ejército de Sonderbund.

#### Rendición de Lucerna

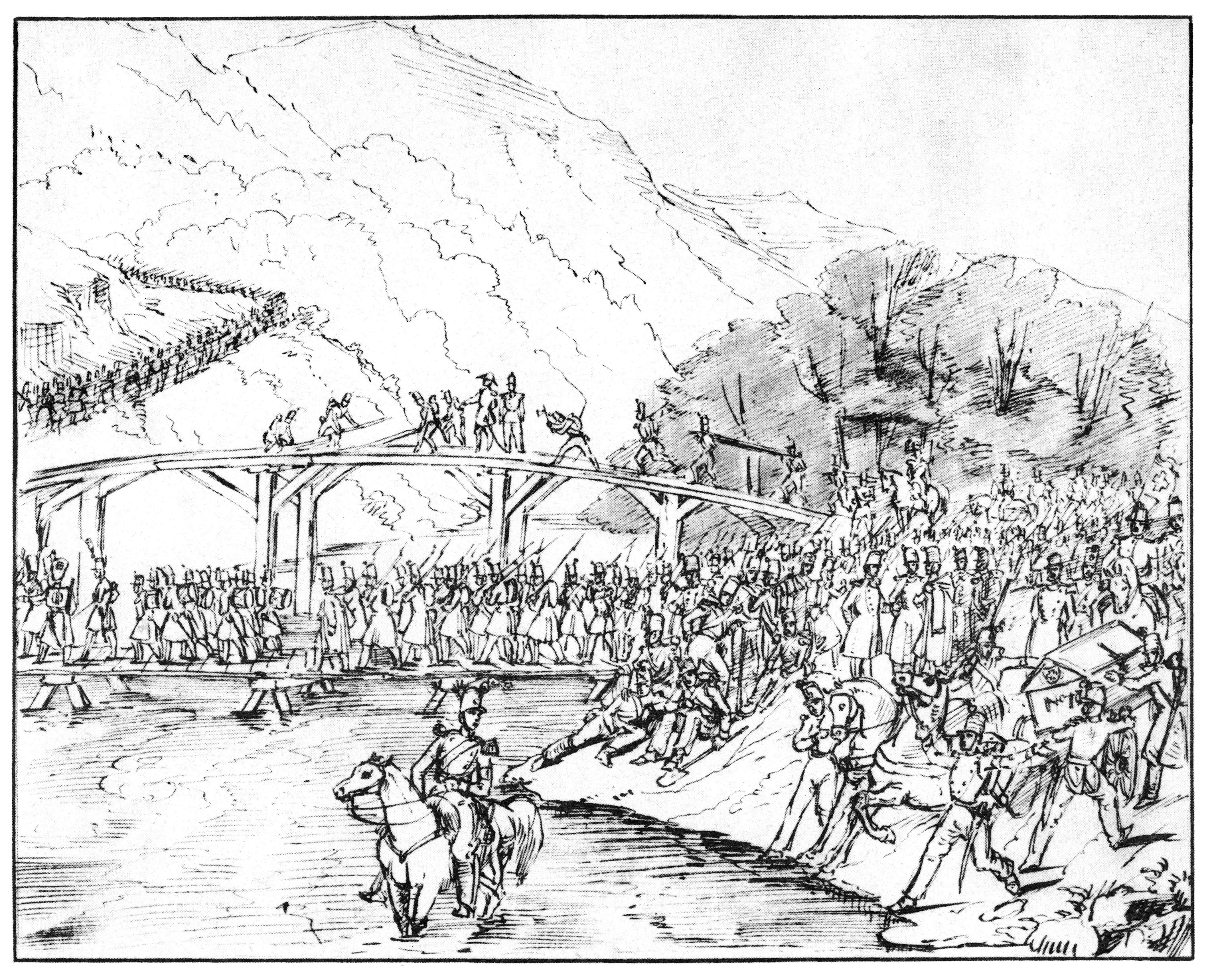
La 2.ª División cruza el río Emme en Littau.

Las victorias en Gisikon y Meierskappel llevaron a que las tropas federales avancen rápidamente hacia Lucerna. En la tarde del 23 de noviembre, los líderes de Lucerna y los jesuitas abandonaron la ciudad y huyeron a Uri. A la mañana siguiente, las victoriosas tropas federales entraron en la ciudad sin oposición.

#### Rendición del resto de Suiza Central
El 26 de noviembre de 1847, el consejo de Sonderbund se disolvió en Flüelen sin un voto formal. Entre el 25 y el 29 de noviembre, las tropas federales se movieron pacíficamente hacia Suiza Central y Valais. Unterwalden se rindió el 25 de noviembre, seguido de Schwyz en la siguiente día y luego Uri el 27 de noviembre.

## Consecuencias
El último miembro del Sonderbund, Valais, se rindió el 29 de noviembre poniendo fin a la guerra. El ejército federal había perdido 78 hombres muertos y 260 heridos. Las pérdidas de Sonderbund fueron incluso menores.
Los gobiernos de Sonderbund se vieron obligados a renunciar y en Friburgo, Lucerna y Valais los liberales obtuvieron el poder. Neuchâtel y Appenzell Interiores fueron castigados por no proporcionar tropas al ejército federal. Neuchâtel pagó 300 000 francos y Appenzell pagó 15 000 en un fondo para apoyar a viudas de guerra y huérfanos. En febrero de 1848, todas las tropas federales se retiraron de los cantones ocupados.
En Schwyz se disolvió el gobierno conservador y se estableció un nuevo gobierno provisional y una constitución. El primer intento de una constitución, que dividió el distrito de Schwyz en dos y movió la capital cantonal de Schwyz, fue derrotado por poco el 27 de enero de 1848. La segunda constitución, que eliminó los puntos mencionados y fusionó los antiguos distritos de Wollerau y Pfäffikon en el distrito de March, luego fue aprobado por el electorado el 27 de febrero de 1848. La nueva constitución de 1848 reformó el gobierno del cantón. Quizás el cambio más grande fue que abolió el Landsgemeinde, que anteriormente había sido la autoridad suprema. Dividió al gobierno en tres ramas, legislatura, ejecutivo y poder judicial, y creó una estructura de tres niveles de municipios, distritos y cantones. Creó una representación proporcional y permitió que la población votara sobre leyes y enmiendas constitucionales.

### Constitución Federal Suiza de 1848
En 1848, una nueva Constitución Federal de Suiza puso fin a la independencia casi completa de los cantones y transformó a Suiza en un estado federal. Los jesuitas fueron desterrados de Suiza. Esta prohibición se levantó el 20 de mayo de 1973, cuando el 54,9% de la población y 16,5 cantones de los 22 aceptaron un referéndum que modificaba la Constitución.